# Hans Zwimpfer
Hans Zwimpfer (* 23. Dezember 1930 in Entlebuch, Kanton Luzern; † 8. Januar 2017 in Basel) war ein Schweizer Architekt. Er lebte und arbeitete in Basel. Zu seinen bedeutendsten Bauten gehören aus der Anfangszeit seiner Tätigkeit der Neubau der Hochschule St. Gallen und die Kirche Riffig in Emmenbrücke, aus der späteren Zeit seines Schaffens das Peter-Merian-Haus und das Jacob-Burckhardt-Haus in Basel.

## Leben
Hans Zwimpfer arbeitete nach einer Berufslehre als Hochbauzeichner bei Hermann Baur Architekt in Basel und lernte bei ihm das Handwerk des Architekten. 1957 gewann er gemeinsam mit Walter Maria Förderer und Rolf Georg Otto den Wettbewerb für den Neubau der Hochschule St. Gallen und arbeitete bis 1964 in der Bürogemeinschaft Förderer + Otto + Zwimpfer Architekten. Sie realisierten gemeinsam mehrere bedeutende Gebäude in Sichtbeton – neben der Hochschule St. Gallen auch das Brunnmattschulhaus in Basel und die Realschule in Aesch.
In den darauf folgenden 50 Jahren arbeitete Hans Zwimpfer mit diversen Partnern zusammen, lange Zeit unter dem Firmennamen Zwimpfer Partner Architekten (seit 2014 ffbk Architekten). Die Arbeiten von Hans Zwimpfer sind vielfältig und umfangreich: Schulen, Kirchen, Kultur- und Sportbauten, Wohn- und Geschäftshäuser, Verwaltungsbauten, Hotels und Einkaufszentren. Projekte im Ausland sind drei Hotels und ein Touristikzentrum in Saudi-Arabien und ein Urbanistikprojekt für 50'000 Einwohner in Guayaquil, Ecuador. Aufgrund von Eigeninitiativen entstanden Grossprojekte wie das Löwen-Center Luzern, das Hotel Plaza in Basel, das Peter Merian Haus und das Jacob Burckhardt Haus in Basel.
Seit 2003 forschte und entwickelte Hans Zwimpfer mit der Firma Zapco Ltd (ZAPCO steht für Zwimpfer Architects Planners Consultants) im Bereich Wohnungs- und Städtebau. Er entwickelte Wohntypologien und realisierte damit diverse Wohnbauten in der ganzen Schweiz. Hans Zwimpfer liess die Wohntypologien Pile Up und Stack Up patentieren, was in der Architektenwelt für Aufruhr sorgte.
Hans Zwimpfer hatte seit Beginn seiner Tätigkeit als Architekt Kunst in seine Bauten einbezogen. Zum Beispiel wurden beim Projekt Peter-Merian-Haus und Jacob-Burckhardt-Haus in Basel mit insgesamt über 30 Künstlern zusammengearbeitet – Donald Judd, Beat Zoderer, Pipilotti Rist, Brigitte Kowanz, Renée Levi, Claude Lévèque, Markus Müller und viele mehr. Hans Zwimpfer hatte in den 90er-Jahren den Begriff «Kunst am Bau» mit «Kunst + Architektur» ersetzt und mit der Formel «1+1=3» begründet. Die Integration von Kunst und der Dialog mit der Architektur schaffen einen Mehrwert.

## Publikationen
- Protokollhefte zum Projekt «Kunst + Architektur» im Bahnhof Ost Basel. 6 Hefte. Verlag Lars Müller, Baden 1998–2000, ISBN 3-907078-10-1.
- Peter Merian Haus Basel: An der Schnittstelle von Kunst, Technik und Architektur. Birkhäuser, Basel 2002, ISBN 3-7643-6621-4.
- Mein roter Faden: Peter Merian Haus und Jacob Burckhardt Haus 1986–2009. Zapco, Basel 2011, ISBN 978-3-033-03005-3.

## Werke (Auswahl)
- 1963, Hochschule St. Gallen, (mit W. Förderer und R. Otto)
- 1964, Neumattschulhaus, Aesch, (mit W. Förderer und R. Otto)
- 1964, Brunnmatt-Schulhaus, Basel, (mit W. Förderer und R. Otto)
- 1962–1966, Kantonalbank in Schaffhausen (mit W. Förderer)
- 1967, Kirche Riffig, Emmenbrücke
- 1968, Hallwylerschulhaus, Brugg
- 1969, Wohnhochhaus Reinacherstrasse, Basel
- 1969, Export von vorfabrizierten Hotels und 200 Villen in Leichtbauweise nach Saudi-Arabien (Zapco Ltd)
- 1978, Hotels in Saudi Arabien (Zapco Ltd)
- 1980, Urbanistikprojekte, Guayaquil, Ecuador (Zapco Ltd)
- 1984, Löwen-Center, Luzern
- 1998, Wohn- und Geschäftshaus Schlossberg, Luzern
- 2000, Peter-Merian-Haus, Basel
- 2000, Wohneigentum Wettstein, Basel
- 2002, Eissporthalle St. Jakob, Basel
- 2009, Jacob Burckhardt Haus, Basel (mit J. Steib)
- 2006–2012, Wohnbebauungen in Rheinfelden, Neuhausen am Rheinfall und Zug mit den Wohntypologien Pile Up und Stack Up (Zapco Ltd)